# Frankolovo
Frankolovo is een plaats in Slovenië en maakt deel uit van de gemeente Vojnik in de NUTS-3-regio Savinjska. De plaats telde 270 inwoners op 1 januari 2020.

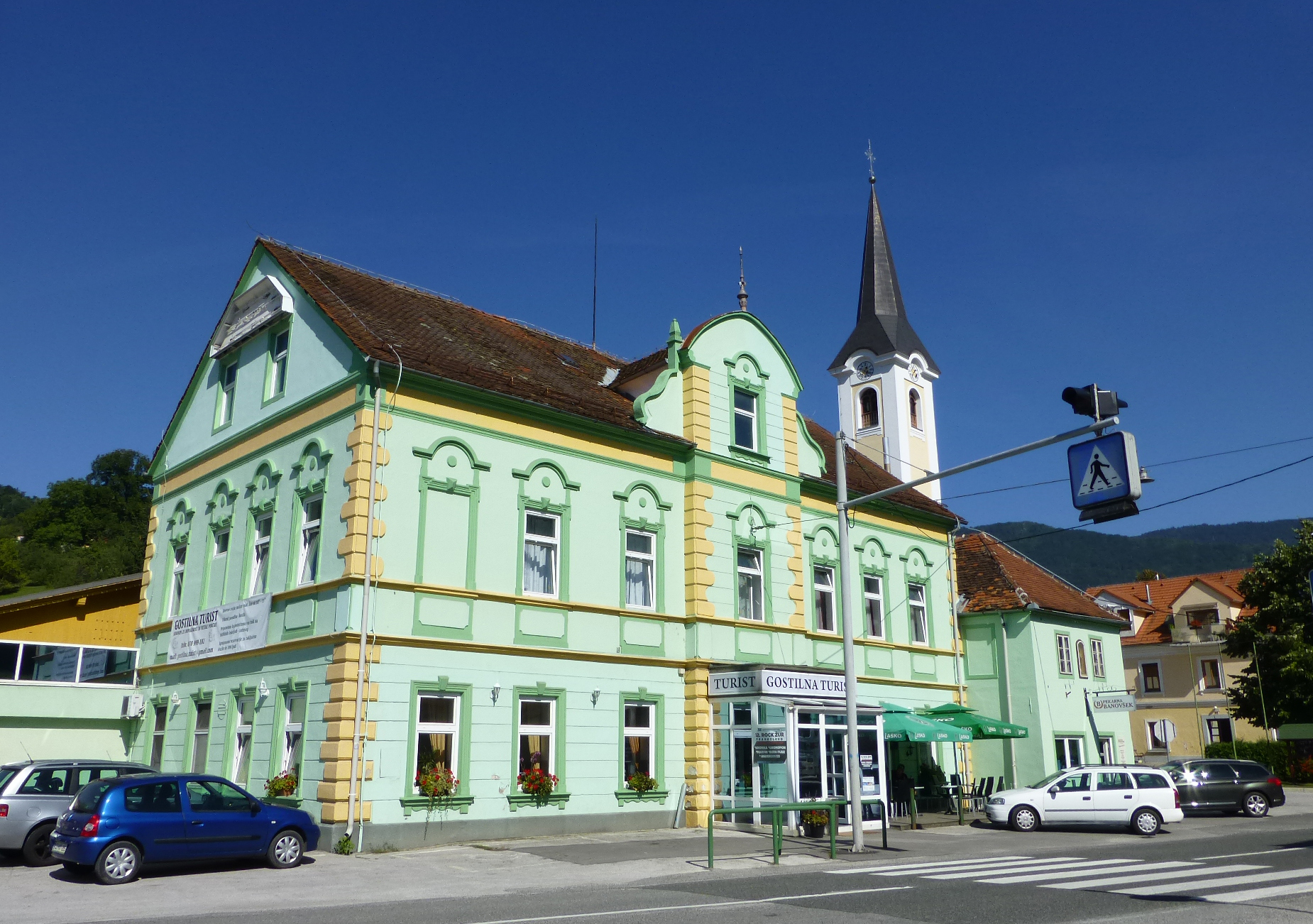
Frankolovo in 2015